# Orvosi angyalgyökér

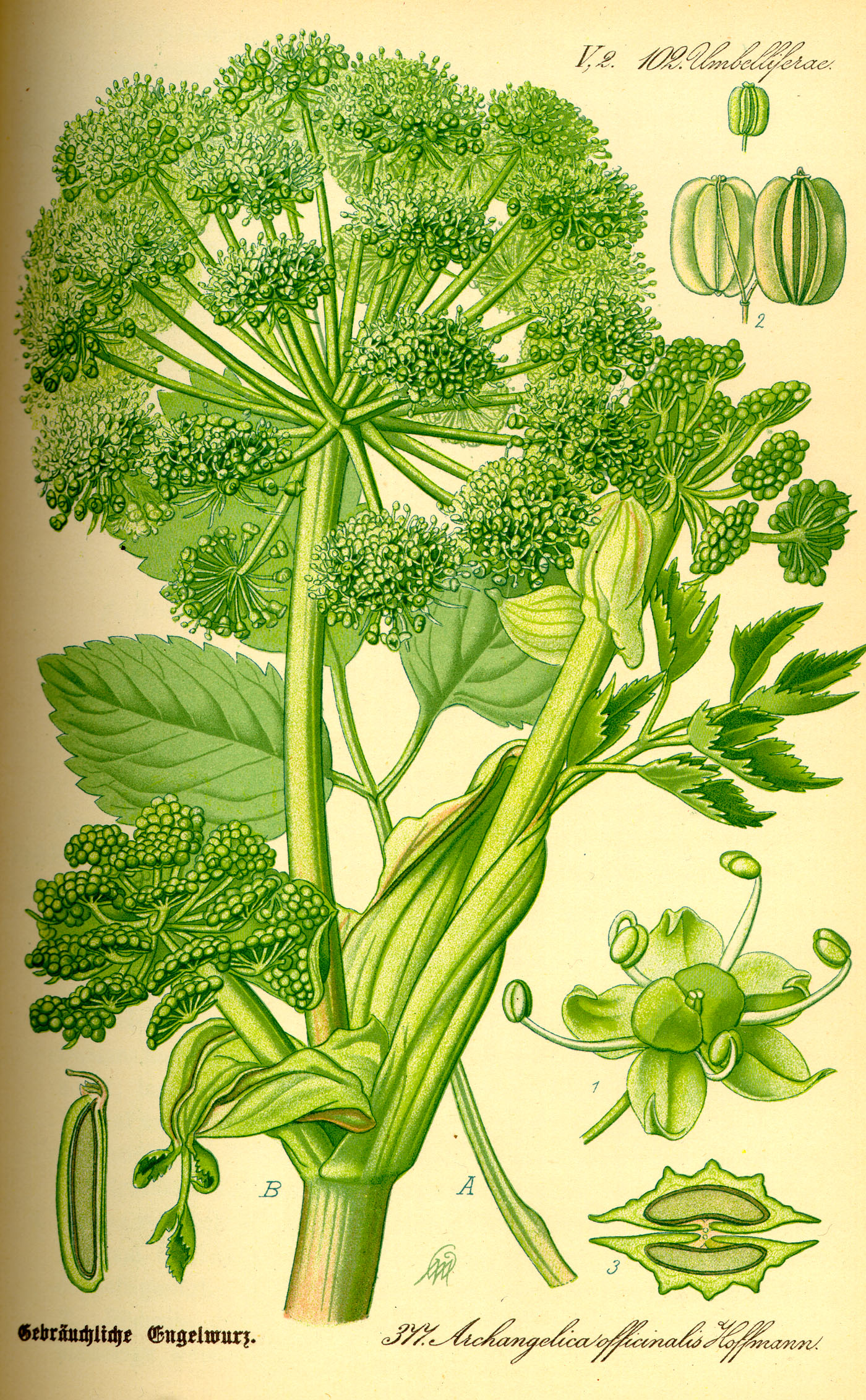

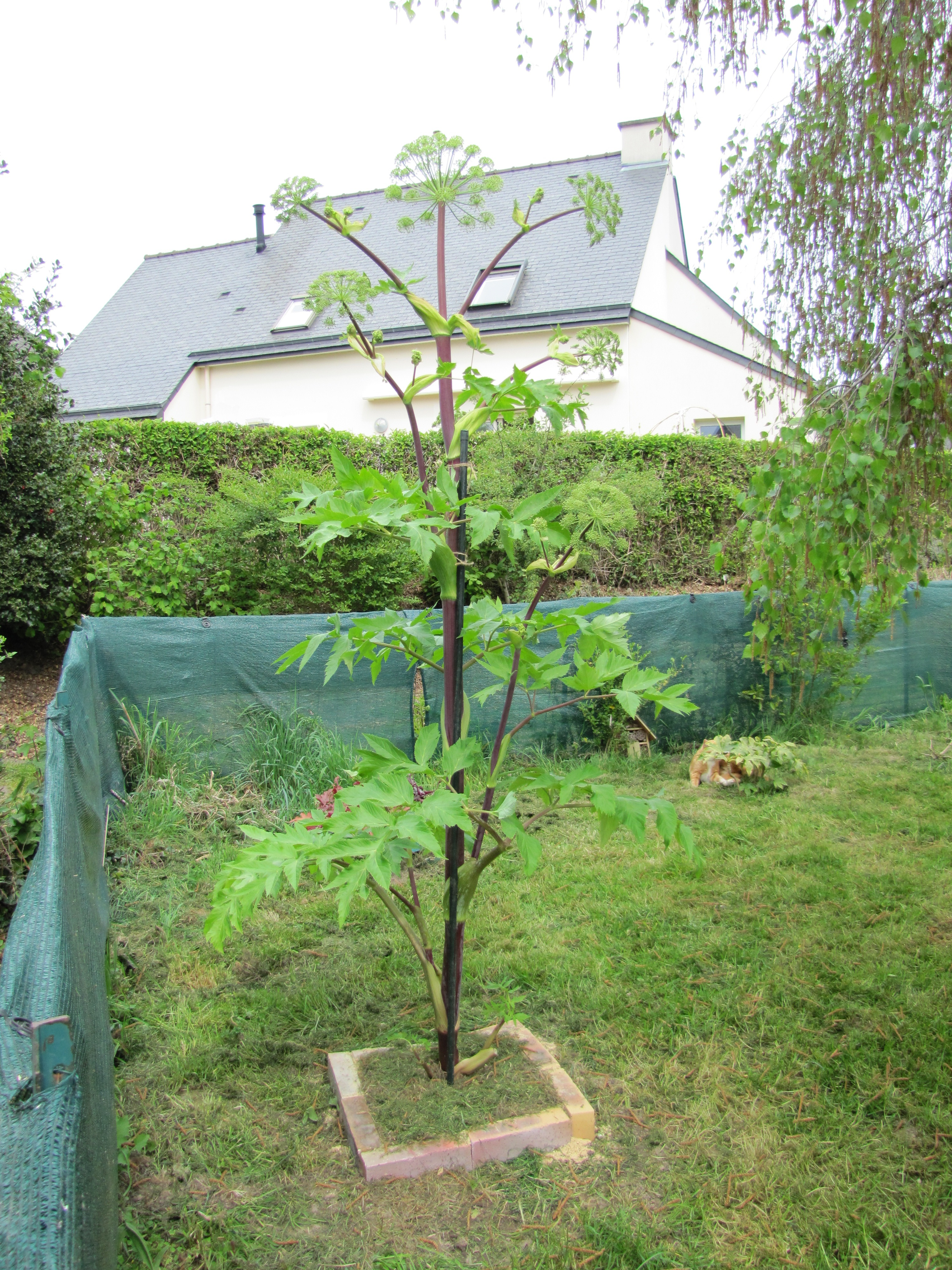

Az orvosi angyalgyökér (Angelica archangelica L.) a zellerfélék családjába tartozó gyógy-, és fűszernövény. Népies neve: angyalfű, angyalgyökér, angyelika, angelikafű.

## Elterjedése
Európa magasabb hegyvidékein és Észak-Európában honos, hazánkban is termesztett (helyenként kivaduló) kétéves növény, gyökerét (Angelicae radix), már a középkori kolostorok kertjében termesztették és használták fűszerként.

## Leírása
Kétéves vagy évelő növény, mely 2 m magasra is megnőhet. Gyöktörzse mintegy 10 cm hosszú és 5 cm vastag, barna színű, hengeres alakú, felületén körkörös vonalak mutatkoznak, belseje sárgásfehér tejnedvet tartalmaz. Gyökerei 15–30 cm hosszúak és legfeljebb 1 cm vastagok, illatuk jellegzetesen fűszeres, az ízük keserű. Szára 8 cm vastag is lehet, csöves, azaz belül üres. A leveleknek felfújt levélalapjuk van, ami a felső leveleknél feltűnőbb. A levéllemezek háromszor szárnyasan összetettek, a középső levélke többnyire háromkaréjú. Gömb alakú, közel 20 cm átmérőjű ernyős virágzata júliusban és augusztusban nyílik.

## Felhasználása
A növény levele és gyökere saláták, főzelékek, mártások ízesítője. Egyes országokban a növény szárát cukorban főzve kandírozzák, és tápszerként fogyasztják. Különlegesen kellemes, aromás illata és édeskésen kesernyés íze miatt az Altvater típusú likőrök, gyomorkeserűk alapanyaga. Illóolajokat, angelikasavat, cukrot, keserű anyagot tartalmaz.
Az angelikagyökeret és magot felhasználják még teakeverékek, vizelethajtó borok, étvágyjavító, szélhajtó, izzadást megszüntető, idegerősítő gyógyteakeverék készítésénél.

## Tárolása
Az angelikagyökeret kedvelik a kártevők, ezért jól zárható edényben tárolandó. A molyosodásnak induló, vagy rovar rágta fűszert már nem szabad felhasználni. A levendulakéktől a rózsa-vörösig változó színű virágai a nyár közepén nyílnak.

## Termesztése
A nedves, mély fekvésű talajt kedvelő növényt novemberi magvetéssel, április – májusi palántázással szaporítják, tavasszal 60–70 cm-es sortávolságra állandó helyre ültetik. Ha gyökere miatt termesztjük, nem szabad engedni, hogy a növény magszárba menjen, ilyenkor a virágszárat 10 cm magasan kivágjuk.
Gyökerét ősszel fagymentes időben szedik ki, majd arasznyi darabokra vágva, felhasítva, vagy szeletelve, szellős helyen szárítják.
Nem csak gyökere, de a növény minden része fogyasztható, így virága is. Íze a zelleréhez, az édesgyökérhez hasonlít.

## Egészségre gyakorolt hatása
Kicsorduló nedve az érzékenyebb bőrt felhólyagosíthatja.
Fényérzékenységet okozhat a benne lévő furanokumarinok miatt.